# Extensible Messaging and Presence Protocol
Extensible Messaging and Presence Protocol (XMPP) (prej imenovan Jabber) je zbirka odprtih protokolov in tehnologij, ki temeljijo na XML-u in so namenjeni takojšnjemu sporočanju (angleško: instant messaging) ter izmenjavi podatkov o prisotnosti. Jabber omogoča tudi izmenjavo ostalih strukturiranih podatkov v skoraj realnem času.

## Zgodovina
S projektom je leta 1998 pričel Jeremie Miller. Glavni rezultat projekta je bil strežnik za Jabber, ki se je imenoval jabberd in je izšel maja 2000.
Organizacija IETF je oktobra 2004 osnovne protokole Jabberja, katere upravlja Jabber Software Foundation, sprejela kot standard XMPP (glej RFC 3920).
Do leta 2005 je obstajalo že približno pol ducata strežniških programov za XMPP, ki so bili napisani v različnih programskih jezikih in so bili namenjeni različnim uporabam.
Avgusta 2005 so pri podjetju Google predstavili program Google Talk, ki združuje telefonijo prek interneta (VoIP) in takojšnje sporočanje na osnovi Jabberja/XMPP. V začetku strežnik za Jabber podjetja Google ni omogočal komunikacije z ostalimi strežniki za Jabber. Komunikacijo z ostalimi strežniki so omogočili 17. januarja 2006.

## Zmožnosti

### Odprt standard
Pri IETF so osrednje Jabberjeve protokole za pretok XML-a formalizirali kot potrjeno tehnologijo za takojšnje sporočanje in prisotnost. Tehnologija je znana pod kratico XMPP specifikacije zanjo pa so objavljene v dokumentih RFC 3920 in RFC 3921. Za implementacijo teh specifikacij niso potrebne nobene dajatve, njihov razvoj pa tudi ni vezan na le enega proizvajalca.

### Preizkušen
Tehnologije povezane z Jabberjem so v uporabi že od leta 1998. Obstaja več ločenih implementacij standarda Jabber in sicer za odjemalce, strežnike, komponente in programske knjižnice. Mnoge od teh podpirajo velika podjetja kot sta Sun Microsystems in Google.

### Decentraliziran
Arhitektura omrežja Jabber je podobna tisti za elektronsko pošto. Posledica tega je, da lahko vsakdo postavi svoj strežnik za Jabber.

### Varen
Strežnike za Jabber je možno izolirati od javnega omrežja Jabber (na primer znotraj omrežja podjetja). V osnovne specifikacije za XMPP je vgrajena tudi varnost z uporabo SASL in TLS.

### Prilagodljiv
Na osnovi osrednjih protokolov Jabberja je možno zgraditi lastno funkcionalnost. Da bi ohranili združljivost, skupne razširitve vzdržujejo pri Jabber Software Foundation. Poleg takojšnjega sporočanja se Jabber uporablja še za omrežno upravljanje, zbiranje vsebin, orodja za skupinsko delo, izmenjavo datotek, igranje in oddaljeno nadzorovanje sistemov.

## Kako deluje
Omrežje Jabber je osnovano na strežnikih, vendar ni centralizirano (ne obstaja le en osrednji strežnik kot pri storitvah kakršna je na primer ICQ). Odjemalci običajno med seboj ne komunicirajo neposredno. Nekaj zmede tu nastane zaradi javnega strežnika za Jabber ki teče na »jabber.org« in ga uporablja mnogo uporabnikov. Vendar lahko vsakdo postavi svoj strežnik za Jabber in zanj uporabi svojo domeno.
Uporabnika se identificira z uporabniškim imenom in imenom strežnika/domene. Ta dva dela sta ločena z znakom »@«. Ta identifikator se imenuje Jabber ID ali JID in je zelo podoben e-poštnemu naslovu.
Recimo, da hoče janez@kranj.si klepetati z julija@ljubljana.si. Vsak od njiju ima svoj račun na svojem strežniku. Ko Janez sestavi svoje sporočilo in ga odpošlje, pride do zaporedja dogodkov:
1. Janezov odjemalec za Jabber pošlje sporočilo v strežnik kranj.si
2. Strežnik kranj.si se poveže s strežnikom ljubljana.si in preda sporočilo
3. Strežnik ljubljana.si dostavi sporočilo Juliji
  - Če Julija trenutno ni na zvezi, se sporočilo shrani in dostavi kasneje

### Jabber ID
Jabber ID ali JID se uporablja za identifikacijo uporabnikov na omrežju Jabber. Njegova običajna oblika je uporabnik@domena.si/vir in je podobna obliki naslova elektronske pošte. Zadnji del, vir, se uporablja za kontaktiranje točno določenega odjemalca, ko je uporabnik s svojim računom v omrežje prijavljen več kot enkrat (npr. uporabnik@domena.si/dom in uporabnik@domena.si/služba). Za kontaktiranje uporabnika podajanje vira ni potrebno.